# Berthe de Lalieux de la Rocq
Berthe de Lalieux de la Rocq est née le 8 juin 1891 à Nivelles (Belgique) et morte à Bruxelles le 11 avril 1980.
À la suite de Victoire Cappe, elle est présidente de la Ligue ouvrière féminine chrétienne de 1928 à 1933, puis de 1933 à 1939, elle en est la secrétaire générale avant d'en redevenir présidente de 1939 à 1948.

## Biographie
Berthe de Lalieux de la Rocq naît dans une ancienne famille aristocratique au passé politique. Elle est la fille d’Émile de Lalieux de La Rocq, ancien bourgmestre de Nivelles ainsi que député et bienfaiteur des œuvres sociales,. Sa mère, Maria Simonis fille d'Alfred Simonis, devient conseillère communale de Nivelles et fut l'une des premières femmes du pays à siéger au sein d'un conseil communal. Berthe de Lalieux de la Rocq est également la sœur aînée de Louis de Lalieux de la Rocq.
Elle adopte un fils, Louis Swiatopelk Czetwertynski de Lalieux de La Rocq (1935-2015), fils du Prince et de la Princesse Stanislas Swiatopelk Czetwertynski. En 1962, il a épousé, à Stockholm, Katarina Klingenstierna.

## Parcours dans l’engagement féministe

### Ses débuts
Berthe de Lalieux de la Rocq choisie de poursuivre des études d’assistante sociale. Étant élevée par des parents fortement engagés dans le mouvement social-chrétien, elle continue dans cette voie en amplifiant une action encore à peine développée : la défense de la femme des milieux populaires.
Jan Belpaire, directeur des œuvres sociales à Nivelles va également susciter son engagement social en la mettant en contact avec Victoire Cappe.

### Œuvres Sociales Féminines Chrétiennes belges

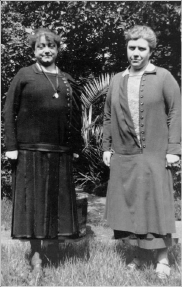
Victoire Cappe et Maria Baers.

Avec d'autres pionnières, dont Victoire Cappe et Maria Baers, Berthe de Lalieux de la Rocq est à l'origine des Œuvres Sociales Féminines Chrétiennes belges (OSFC). Ces organisations ont été fondées afin de promouvoir les droits des femmes et d'améliorer leurs conditions de vie et de travail. Elles poursuivent des objectifs syndicalistes, visant à défendre les droits des travailleuses, mutualistes, en offrant des services de solidarité et de soutien mutuel, et éducatifs. En 1919, elle accompagne Victoire Cappe à la première Conférence Internationale du Travail et au Congrès International Féminin ouvrier qui la précède, à Washington.
L'objectif de l’OSFC est d’améliorer les conditions de vie des femmes du milieu populaire mais aussi de les aider à prendre conscience de leur valeur par l'éducation permanent, de leurs droits et de leur rôle dans la société. Afin de remplir le but fixé par ce mouvement, Berthe de Lalieux de la Rocq crée plusieurs services au sein de ce mouvement. Il s'agit en particulier des Centres d'écoles ménagères, de l'Entraide féminine, des services maternels et infantiles qu'elle représente au Conseil Supérieur de l'Oeuvre nationale de l'Enfance dont elle est membre. Elle fonde également l'École catholique de Service Social dont elle devient la première présidente en 1927.
C’est notamment dans le cadre de cette action qu’elle milite dans les régions en faveur de la Ligue ouvrière féminine chrétienne (LOFC). Après avoir milité pendant trois ans dans la région de Verviers, elle devient secrétaire des Oeuvres sociales féminines chrétiennes des arrondissements de Liège et c'est en 1927 qu'elle succède à Victoire Cappe en tant que secrétaire générale des Oeuvres Sociales Féminines Chrétiennes (OSFC) pour la Belgique,.
Berthe de Lalieux de la Rocq a également joué un rôle important dans l'histoire de la LOFC, aujourd'hui appelée Vie Féminine. Le principal but de cette ligue est de contribuer à l’évolution de la condition de la femme en Belgique. La LOFC ne se contente pas d'indiquer quelle est la place de la femme dans la société mais de recherche quelle place lui conviendrait le mieux à l’avenir.
De 1928 à 1933, Berthe de Lalieux de la Rocq occupe le poste de présidente de la LOFC. Puis de 1933 à 1939, elle en est la secrétaire générale avant d'en redevenir présidente de 1939 à 1948.
Dès 1936 les LOFC et OSFC mettent en place une nouvelle stratégie : la secrétaire générale francophone de la LOFC, Berthe de Lalieux de la Rocq  s'oppose « à toute exclusion arbitraire du travail féminin », elle estime qu’il est indispensable de tout mettre en oeuvre afin de permettre aux femmes mariées de réintégrer leur foyer. Elle plaide pour une politique basée sur le salaire familial, des allocations familiales, des mesures fiscales favorisant les mères au foyer.

### Autres engagements
Par ailleurs, Berthe de Lalieux de la Rocq a eu un impact notable dans divers domaines sociaux. En tant que présidente de l'Assistance sociale au Congo, elle a contribué à l'Oeuvre des Foyers sociaux. De plus, elle a fondé l'Institut Supérieur de Formation sociale, connu sous le nom de L’École de la Rue de la Poste à Bruxelles, où elle a, par la suite, été honorée en tant que « Présidente d’Honneur ». Elle a également participé à l'établissement des Écoles ménagères, militant à la fois à Bruxelles, Liège et Nivelles.
Parallèlement, elle a joué un rôle significatif dans l'obtention du droit de vote pour les femmes belges. Bénéficiant elle-même de ce droit en tant que fille et sœur de héros de guerre, cela ne l'a pas empêchée de se battre pour cette cause.
En 1914, elle fonde la Consultation des Nourrissons Sainte-Anne, aujourd'hui connue sous le nom de Service de consultation ONE de Nivelles, qui mobilise environ trente bénévoles, accompagnés de travailleuses sociales et pédiatres financés par l'ONE.
Berthe de Lalieux de la Rocq était Auxiliaire de l'Apostolat.

## Intervention dans sa ville natale
Elle a toujours été activement engagée dans le développement de sa ville natale, en apportant sa contribution à de nombreux projets locaux, mouvements politiques, et autres initiatives. Parmi ses réalisations, on peut évoquer son initiative d'ouvrir un établissement d'enseignement technique à Nivelles, appelé « L'ouvroir », situé dans une ancienne demeure ayant appartenu à son grand-père, René de Lalieux de la Rocq. Cet établissement fut détruit lors des bombardements.
Peu de temps avant la guerre, en 1940 elle succède à sa mère en entrant au Conseil communal de Nivelles pour y accomplir un mandat d'une durée de trente-deux ans. En 1946, elle devient membre de la C.A.P de Nivelles. De 1947 à 1952 elle sera échevin de la ville, échevin de l'Etat civil et des Fêtes ce qui va lui donner la possibilité de contribuer à l'animation de la cité. Elle assuma aussi pendant quelque temps l’intérim du bourgmestre Tombeur, malade.
Pendant la guerre de 1940, Berthe s'attache, par tous les moyens, à défendre les plus malheureux, les réconfortant par ses paroles mais aussi les soulageant matériellement au point d'y laisser une grande partie de sa fortune personnelle. Elle se dépense pour faire revivre la ville sinistrée, plaidant la cause de Nivelles dans tous les ministères et au Sénat, obligeant ainsi les plus hautes personnalités à s'intéresser au sort malheureux de sa cité. Elle multiplie aussi les démarches en faveur des sinistrés et elle travaille sans relâche pour relever la ville de ses ruines et la sortir du marasme. Finalement, l’Etat se décida à subsidier largement les fondations de chacune des habitations à reconstruire.

## Distinctions
Berthe de Lalieux de la Rocq est saluée par ses adversaires pour son engagement en faveur des plus démunis, de la cause des femmes et de sa ville natale, Nivelles, au cours d'une carrière dévouée et en 1965, lors d'une séance du Conseil communal, celle-ci est congratulée pour ses vingt-cinq années de présence au sein du Conseil.
Le 8 novembre 1934, le Saint-Siège lui octroie la Croix Pro Ecclesia et Pontifice pour saluer « l'admirable travail réalisé par deux des dirigeantes le plus dévouées des oeuvres féminines ».
Elle a également été honorée des plus hautes distinctions honorifiques, telles que: chevalier de l'Ordre de Léopold, chevalier de l'Ordre de la Couronne, Palmes d'Argent de l'Ordre de la Couronne, Décoration spéciale de 1ère Classe des Mutualités, Décoration de la Reconnaissance Nationale 1940-1945, et bien d'autres encore,.
En 1966 au congrès de Bruxelles, Berthe de Lalieux de la Rocq, ainsi que d'anciennes dirigeantes des Ligues ouvrières féminines chrétiennes, ont été remerciées et fêtées.

## Fin de vie
En 1970, Berthe de Lalieux se retire de la vie politique et sociale. Malgré ce retrait, elle continue de s'intéresser de près aux affaires politiques et aux événements de sa ville natale, à laquelle elle reste fortement attachée. Installée à Bruxelles, elle passe ses dernières années dans cette ville. Durant cette période, elle maintient une vie sociale active, cultivant de nombreuses amitiés et s'occupant des enfants de son fils adoptif. Elle reste informée et impliquée dans les discussions concernant les développements politiques et sociaux, tout en participant à diverses activités communautaires et familiales. Berthe de Lalieux de la Rocq décède à l'âge de 88 ans, le 11 avril 1980.